# Georgskirche (Fabric)

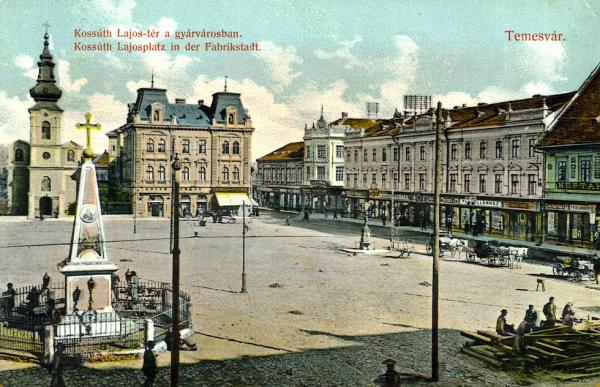
Piața Traian um 1900

Die Kirche des großen Märtyrers St. Georg (rumänisch Biserica Sfântul Mare Mucenic Gheorghe, kurz auch Biserica Sfântul Gheorghe) ist eine Kirche und ein denkmalgeschütztes historisches Gebäude an der Piața Traian im II. Bezirk Fabric (deutsch Fabrikstadt) der westrumänischen Stadt Timișoara (deutsch Temeswar). Sie ist zusammen mit der Serbisch-Orthodoxen Kathedrale an der Piața Unirii in der Inneren Stadt (rumänisch Cetate) und der Nicolaikirche an der Piața Avram Iancu im V. Bezirk Mehala eine der drei serbisch-orthodoxen Kirchen der Stadt.

## Geschichte
Die Kirche zählt zu den ältesten in Timisoara. Bereits vor 1746 standen hier nacheinander zwei Holzkirchen. Die erste wurde im Zuge des Venezianisch-Österreichischen Türkenkriegs 1716 während des osmanischen Rückzuges niedergebrannt. Zehn Jahre später wurde hier eine neue Holzkirche gebaut, die aber bereits nach zwei Jahrzehnten abgerissen wurde, um Platz für das jetzige Gotteshaus zu schaffen. Dieses wurde 1745–1755 im Barockstil unter Beibehaltung romantischer Elemente errichtet, die insbesondere am Turm und dem westlichen Eingang zum Ausdruck kommen. Bis zur Errichtung eines rumänisch-orthodoxen Bistums 1863 nutzten orthodoxe Rumänen und orthodoxe Serben die Kirche gemeinsam. Der Fassadenturm der Kirche wurde als selbstständiger Baukörper angebracht und 1890 aufgestockt.
Die Ausstattung der Kirche entstand 1775 und ist das Werk des Malers Sava Petrovici. Die Ikonostase der Kirche wurde 1764 von dem Maler Nikola Nescovic von der Akademie der Bildenden Künste in Bratislava (Pressburg) gestaltet.
Die Wandmalerei verblasste im Laufe des 19. Jahrhunderts und wurde mit in Tempera ausgeführten Dekorationen ersetzt. 1894 wurde das Gewölbe der Kirche durch den deutschen Maler Gerhard Mentzel neu gestaltet.
Die rechte und die linke Votivgabe wurden in der ersten Hälfte des 19. Jahrhunderts erstellt, diese stellen die Märtyrer Heiliger Georg und Heiliger Demetrios dar.
Die zwölf Apostel und die Muttergottes Maria in der Mitte sind die einzigen Werke in Tempera, die von dem Originalwerk Nikola Nescovics erhalten sind.
In den letzten Jahren wurde die Wandmalerei und die Ikonostase von Spezialisten aus Novi Sad und Belgrad restauriert.